# Xia Lian Ni
Xia Lian Ni –en chino, 倪夏莲; Ni Xialian– (Shanghái, China, 4 de julio de 1963) es una deportista luxemburguesa que compite en tenis de mesa. Ganó una medalla de bronce en el Campeonato Mundial de Tenis de Mesa de 2021, en el torneo de dobles.

## Palmarés internacional
| Campeonato Mundial | Campeonato Mundial | Campeonato Mundial | Campeonato Mundial  |
| Año                | Lugar              | Medalla            | Prueba              |
| ------------------ | ------------------ | ------------------ | ------------------- |
| 2021               | Houston            | Medalla de bronce  | Dobles femenino     |
| Campeonato Europeo |                    |                    |                     |
| Año                | Lugar              | Medalla            | Prueba              |
| 1998               | Eindhoven          | Medalla de oro     | Individual femenino |
| 2000               | Bremen             | Medalla de plata   | Dobles femenino     |
| 2002               | Zagreb             | Medalla de oro     | Individual femenino |
| 2002               | Zagreb             | Medalla de oro     | Dobles mixto        |
| 2007               | Belgrado           | Medalla de plata   | Individual femenino |
| 2018               | Alicante           | Medalla de bronce  | Dobles femenino     |
| 2022               | Múnich             | Medalla de bronce  | Dobles femenino     |
| Juegos Europeos    |                    |                    |                     |
| Año                | Lugar              | Medalla            | Prueba              |
| 2019               | Minsk              | Medalla de bronce  | Individual femenino |